# Jean Rouch

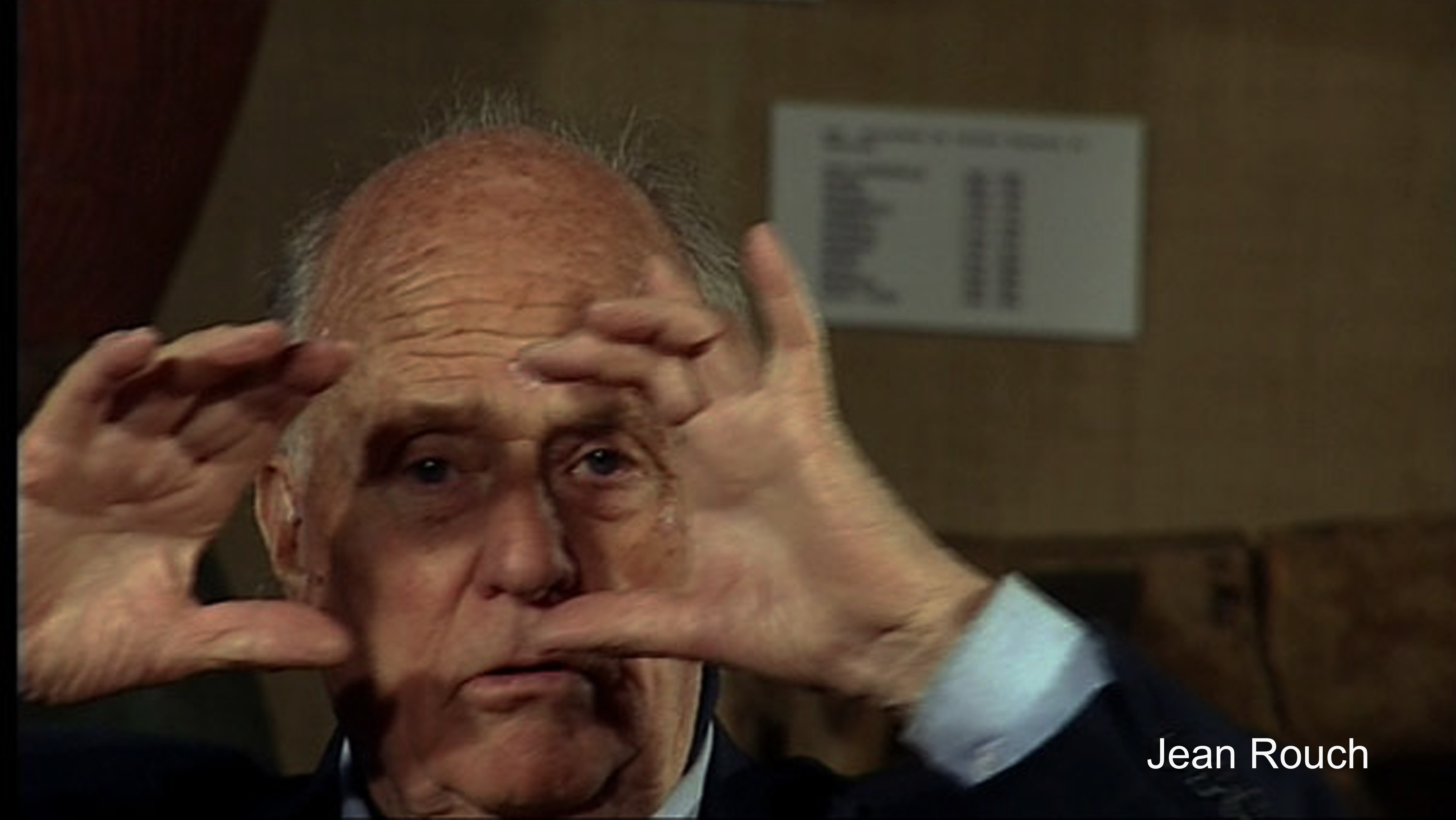

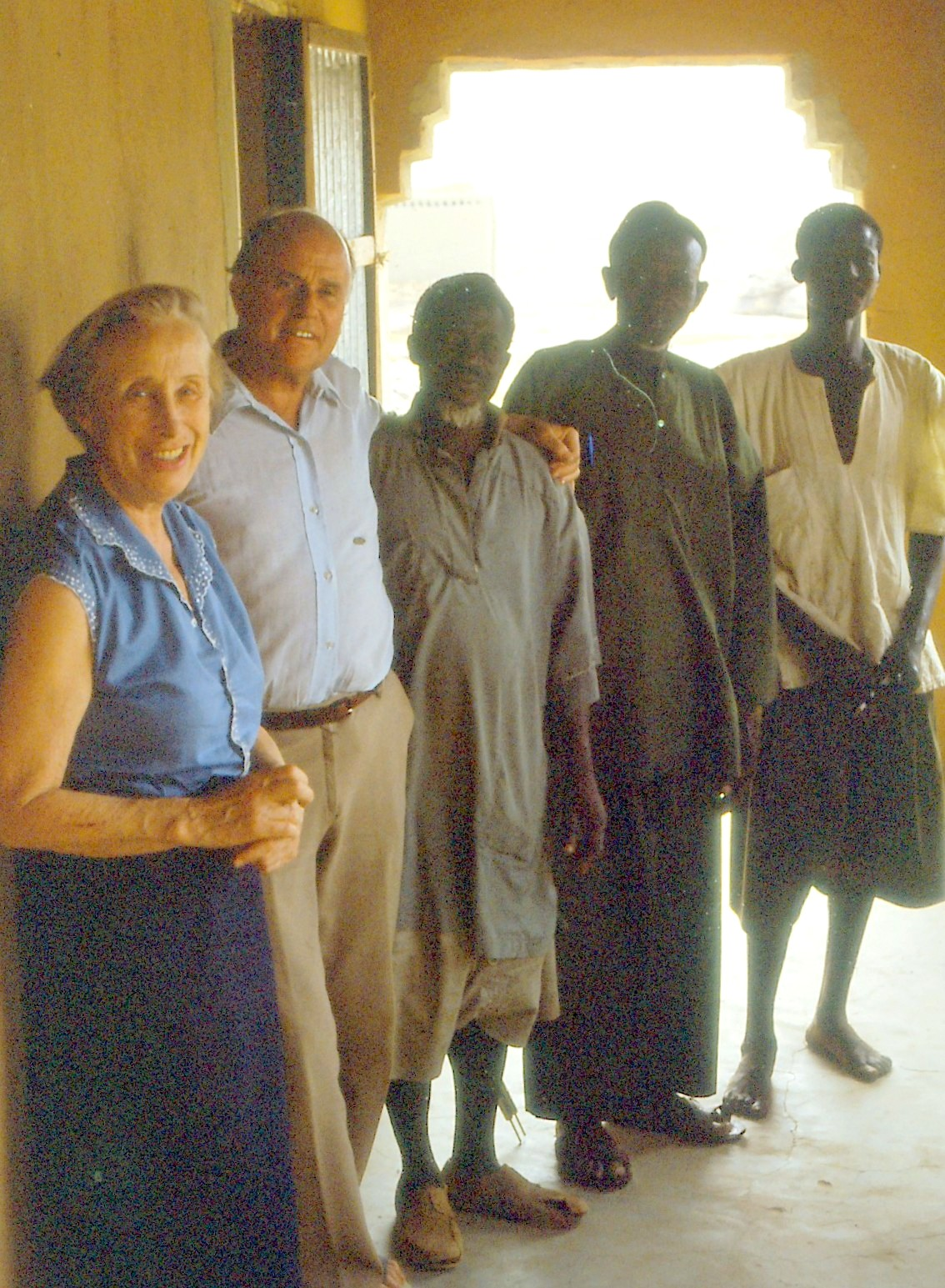
Die französischen Anthropologen Germaine Dieterlen (1903–1999) und Jean Rouch (1917–2004) mit drei ihrer lokalen männlichen Informanten, Sangha (Mali), 1980.

Jean Rouch (* 31. Mai 1917 in Paris; † 18. Februar 2004 in Birni-N’Konni) war ein französischer Ethnologe, Kameramann und Regisseur.

## Leben und Werk
Rouch war Schüler von Marcel Mauss, Mitglied der Résistance und gilt als Meister des ethnografischen Films und Begründer des Cinéma vérité. Rouch selbst betonte jedoch, wie viel sein Ansatz dem frankokanadischen Filmemacher Michel Brault verdankte (siehe Zitat unten).
1946 verlor er bei einer Expedition am Fluss Niger in Afrika das Stativ seiner Kamera, und war gezwungen, das Gerät als Handkamera zu benutzen. Dies gilt als Beginn des Cinéma vérité, dessen Namen er auch geprägt hat.
In seinen Filmen beschäftigt er sich mit Umbrüchen in Afrika und Europa, gibt aber auch Einblicke in das soziale Leben, die Rituale, und die Rolle des Mythos in Gesellschaften.
Berühmt ist sein Film Les Maitres Fous von 1954 über ein Ritual der Hauka, einer damals weitverbreiteten religiösen Kultgruppe in Westafrika. Er stellt den Kult dar, bei dem die Teilnehmer in Trance von Geistern besessen werden, die für die ehemalige europäische Kolonialmacht stehen, etwa den Generalgouverneur, den Ingenieur, den Lokführer usw. In dem Kult wurde versucht, das Trauma des Kolonialismus zu verarbeiten.
Kritik erntete Rouch in den 1960er Jahren von Seiten linker Gruppierungen in Frankreich, die ihm Mangel an weltanschaulichem Bekenntnis vorwarfen und ihn als postkolonialistischen Liebhaber afrikanischer Rituale ablehnten. Der afrikanische Schriftsteller und Regisseur Ousmane Sembène nahm Bezug auf sein Werk und seine Sichtweise mit dem Vorwurf „Du schaust uns an wie Insekten“. Für viele Songhai am Niger galt Rouch dagegen als ein Griot, der seine Kunst auf einer Leinwand präsentiert.
Der Sender WDR widmete seinen Filmen über die Dogon im heutigen Staatsgebiet von Mali, die in Zusammenarbeit mit der Ethnologin Germaine Dieterlen zwischen 1950 und 1974 entstanden waren, eine vielbeachtete Reihe unter dem Titel Rituale der Dogon, die erstmals 1998 ausgestrahlt und im Jahre 2000 wiederholt wurde. Sie umfasst neun Filme, in denen Rouch und Dieterlen zwischen 1966 und 1973 das siebenjährige Fest des Sigi dokumentierten, sowie fünf weitere Dokumentarfilme zu Dogon-Ritualen.
Die Berlinale präsentierte im Laufe der Jahre immer wieder Filme von Jean Rouch, zuletzt im Jahr 2002 den Film Le rêve plus fort que la mort (Der Traum stärker als der Tod), welcher in einer unvollendeten Fassung im ausverkauften Delphi Filmpalast uraufgeführt wurde, dessen Publikum den sichtlich gerührten Regisseur mit stehenden Ovationen empfing.
Jean Rouch starb am 18. Februar 2004 im Alter von 87 Jahren bei einem Autounfall.

## Filme (Auswahl)
- Les fils de l'eau (The Sons of the Water), 1950
- Mammy Water (Mamy Wata), 1953–1956
- Les maîtres fous (The Mad Masters), 1954
- Jaguar, 1957–1967
- Chronique d'un été (Chronicle of a Summer), 1960
- Episode Gare du Nord im Kollektivfilm Paris gesehen von..., 1965
- Petit à petit, 1969
- Dionysos, 1984
- Enigma, 1986
- Moi fatigué debout, moi couché (Tired Standing Up and Lying Down), 1997

## Zitat
„Il faut le dire, tout ce que nous avons fait en France dans le domaine du cinéma-vérité vient de l'ONF (Canada). C'est Brault qui a apporté une technique nouvelle de tournage que nous ne connaissions pas et que nous copions tous depuis. D'ailleurs, vraiment, on a la 'brauchite', ça, c'est sûr; même les gens qui considèrent que Brault est un emmerdeur ou qui étaient jaloux sont forcés de le reconnaître.“ Jean Rouch, Juni 1963, Cahiers du cinéma, No. 144.
„Man muß zugeben, alles was wir in Frankreich im Bereich cinéma-vérité gemacht haben kommt vom ONF (National Film Board of Canada). Von Brault stammt eine neue Technik des Drehens, die wir nicht kannten und die wir seither kopieren. Übrigens, man hat wirklich das 'Brault-Virus', das ist sicher; selbst die Leute, die Brault für eine Nervensäge halten oder die eifersüchtig waren, sind gezwungen, es zuzugeben.“